# Găești
Găești – miasto w Rumunii, w okręgu Dymbowica. Liczy 14,8 tys. mieszkańców (2005).
W mieście rozwinął się przemysł maszynowy, metalowy, elektrotechniczny, spożywczy oraz drzewny.